# Hornfels

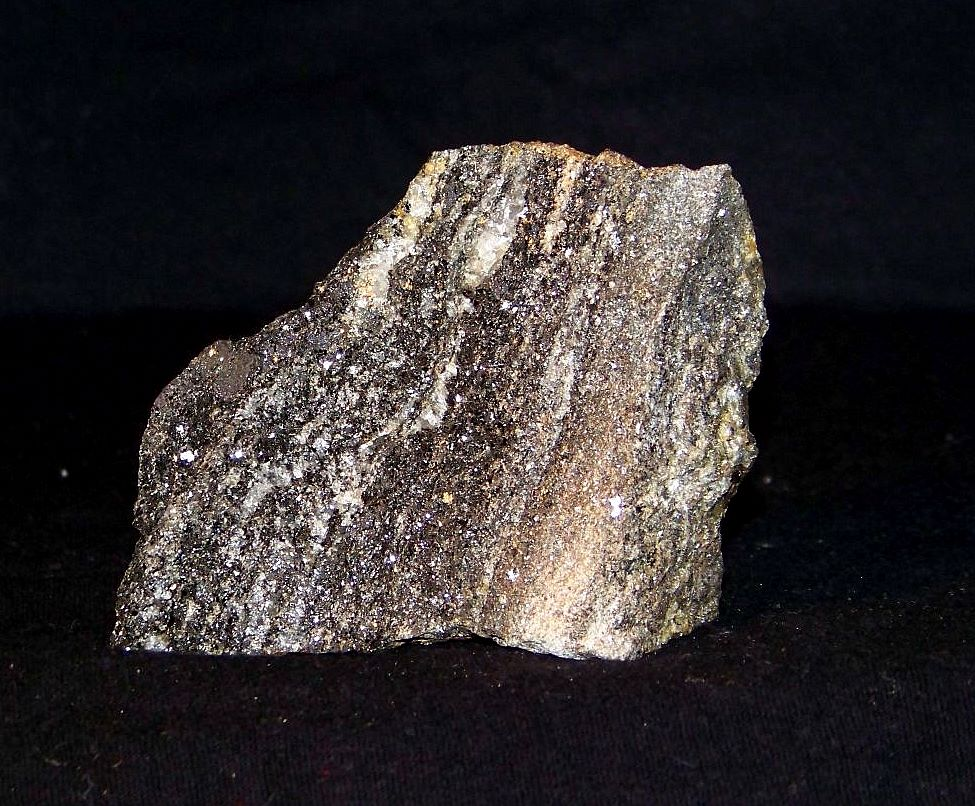
Hornfels

Hornfels to skała metamorficzna kontaktowa utworzona pod wpływem termicznego oddziaływania magmy na osłonę w warunkach facji hornfelsowej.

Nazwa pochodzi od niem. hornfels = skała rogowa.
- Zwykle ciemna, często warstwowana, drobnoziarnista. Składa się z plagioklazów, biotytu, chlorytu, amfiboli, kordierytu, andaluzytu, kwarcu.
- mogą też zawierać: serycyt, spinele, magnetyt, korund, piroksen.
- hornfelsy są skałami bardzo odpornymi na działanie czynników zewnętrznych i na powierzchni często tworzą wzniesienia.
- odznaczają się strukturą krystaliczną (blastyczną), niekiedy porfiroblastyczną oraz teksturą masywną, przeważnie bezładną.

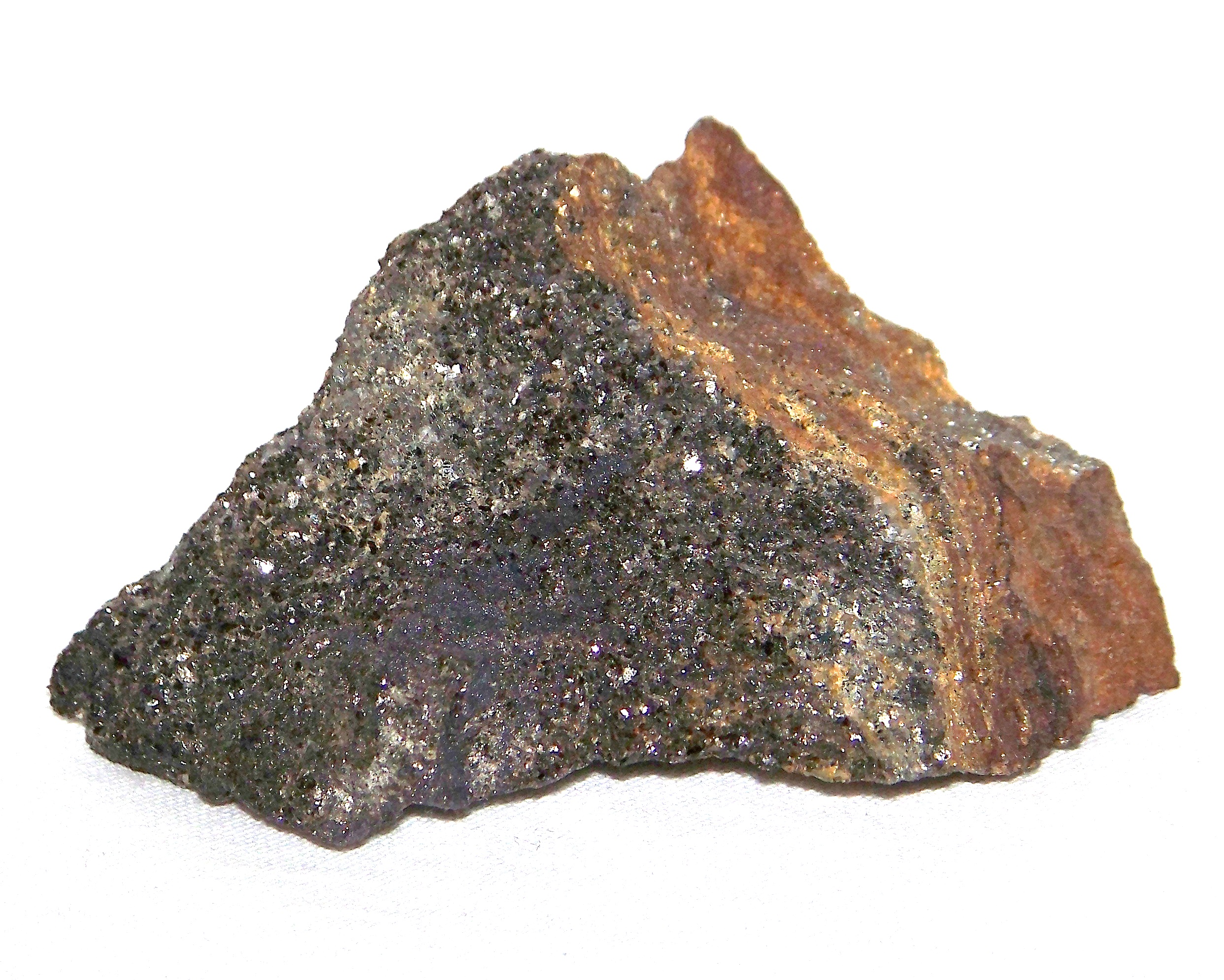
Hornfels z magnetytem ze Sztolni Pirytu w Szklarskiej Porębie
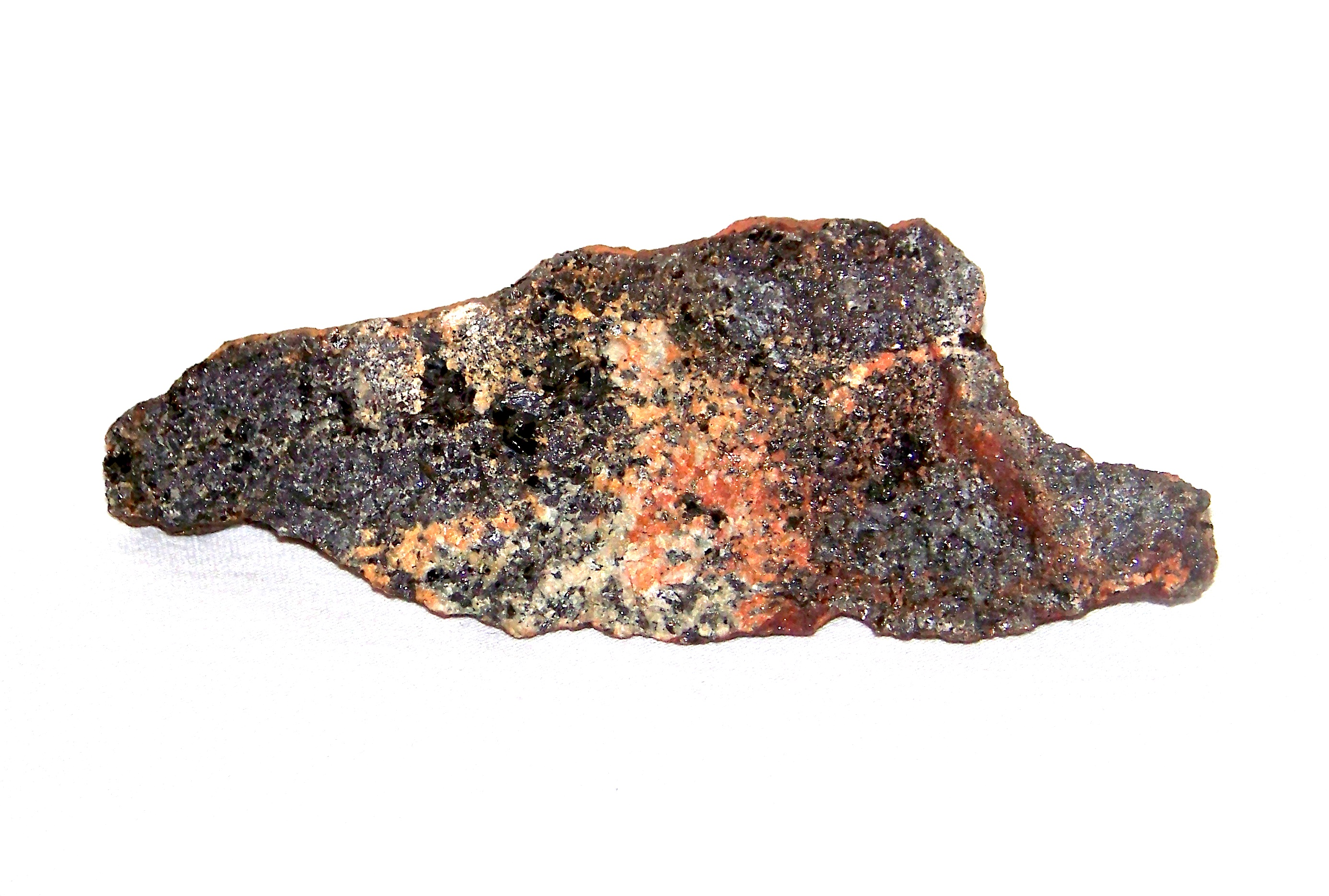
Hornfels z mineralizacją siarczkową, powstała w procesach hydrotermalnych, Sztolnia Pirytu, Szklarska Poręba
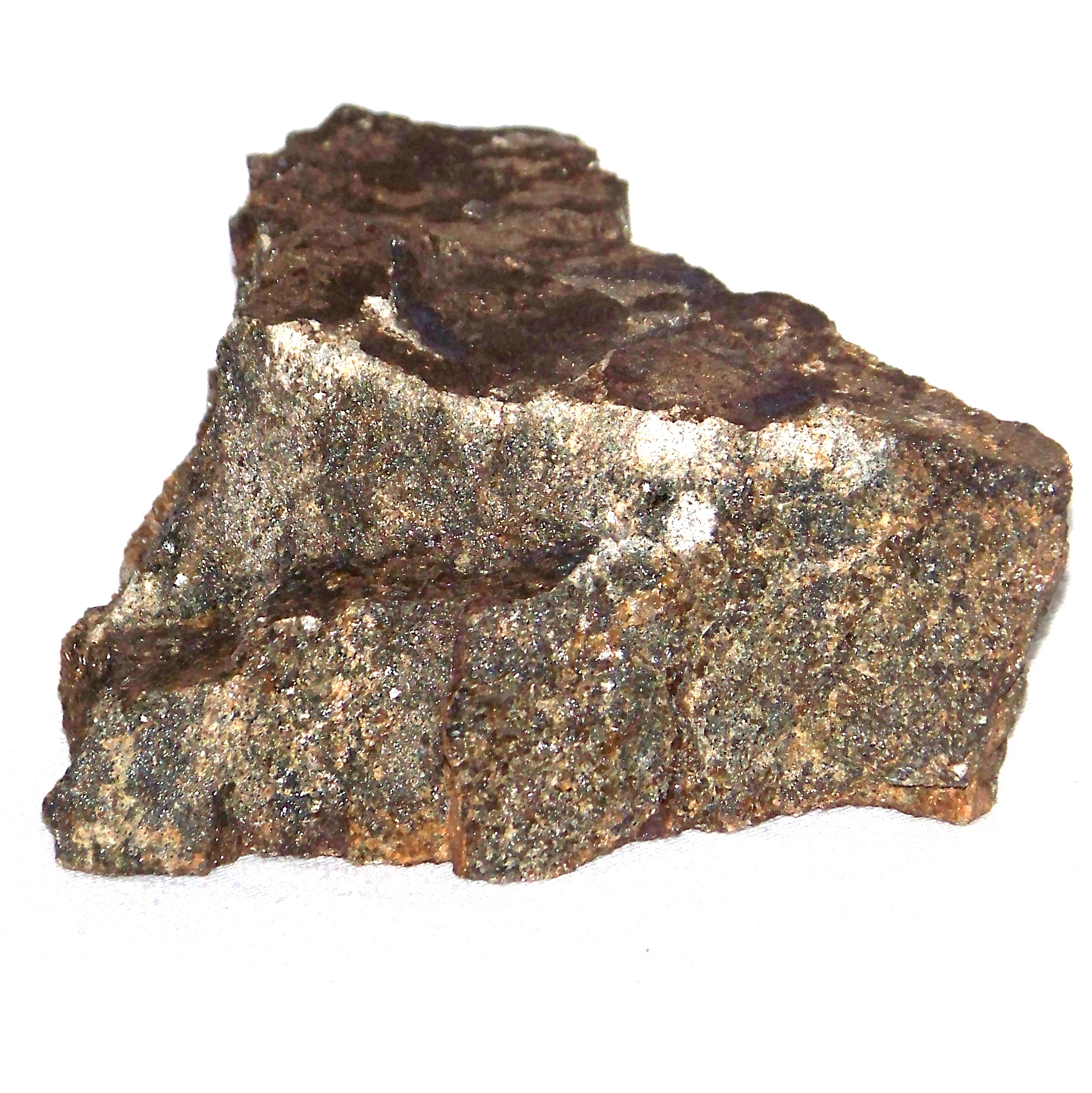
Hornfels andaluzytowo kordierytowy, Zbójnickie Skały, Góry Izerskie
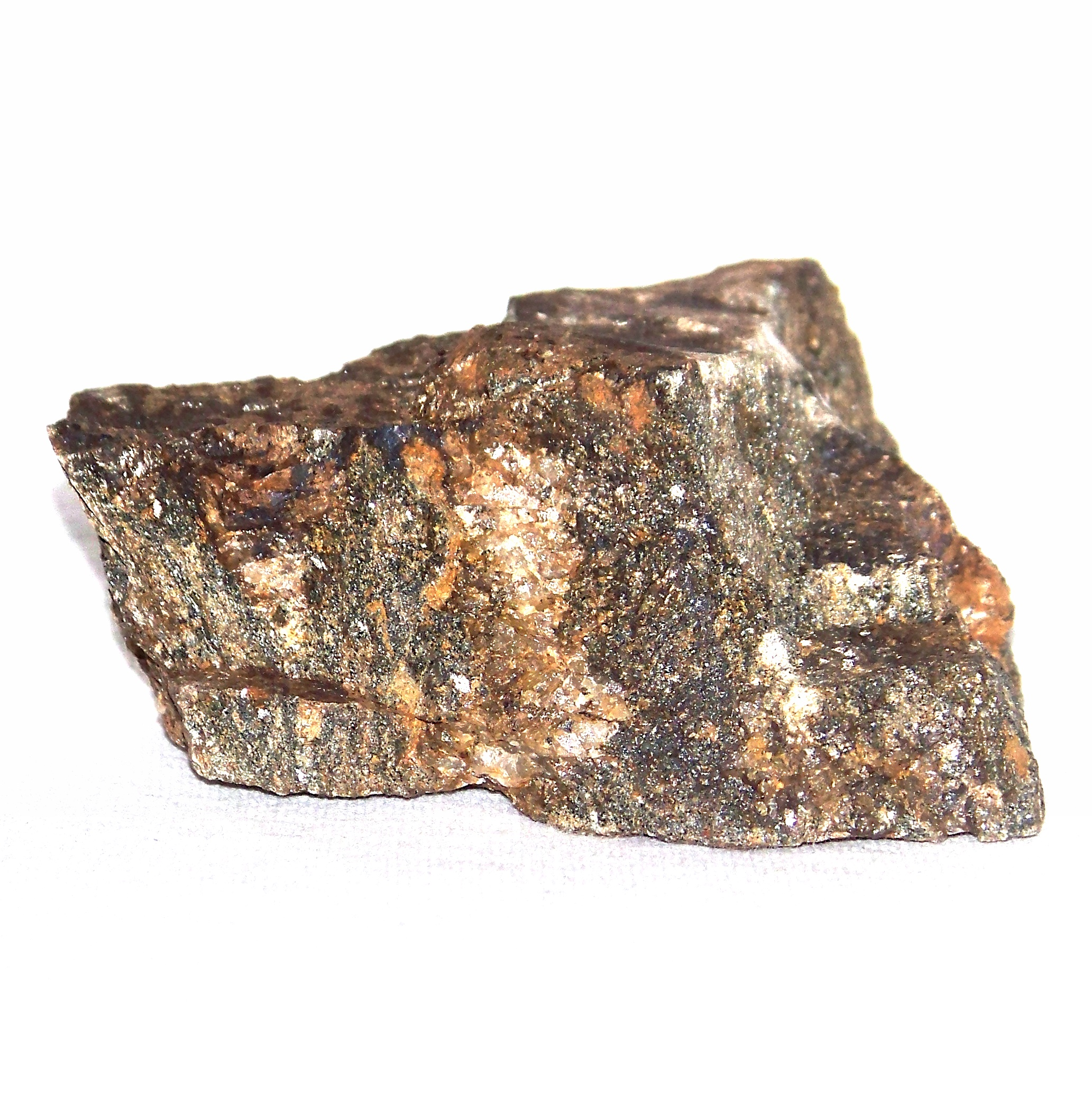
Hornfels andaluzytowo kordierytowy, Zbójnickie Skały, Góry Izerskie

## Występowanie
Należą do skał pojawiających się tylko lokalnie – w strefach kontaktowych magmowych intruzji.
Miejsca występowania: USA – Kalifornia, Sierra Nevada, Kanada, Australia, Rosja, Wielka Brytania, Irlandia, Czechy, Niemcy.
W Polsce: na Dolnym Śląsku w rejonie Strzegomia, Strzelina, w Górach Izerskich, Karkonoszach, Rudawach Janowickich, Górach Bardzkich. Najbardziej znanym wystąpieniem hornfelsu w Polsce jest Śnieżka, mniej znanym jest Wysoki Kamień w Górach Izerskich.

## Zastosowanie
- obiekt zainteresowania naukowców i kolekcjonerów
- w niektórych hornfelsach można natrafić na kryształy andaluzytu, rzadziej kordierytu.